# Лакедемонівка
Лакедемонівка — село, адміністративний центр Лакедемонівського сільського поселення Неклинівського району Ростовської області.
Населення — 1441 ооба (2010 рік).

## Географія
Село розташовано на південному березі Міуського лиману, за 25 км на захід від Таганрога. Через лиман в районі села збудовано два мости.

## Історія
Лакедемонівка заселена в 1789 році лакедемонськими (спартанськими) греками секунд-майором Дмитром Алферакі. Сюди здебільшого поселялися греки, які мешкали у Таганрозі.

### Історія сільського храму
Власник маєтку, розташованого в селі, Дмитро Алферакі, селяни, довірений керуючий селом Федір Базилевський взявся звести в Лакедемонівці храм. Почин було посвячено на честь великомученика Димитрія Солунського. Димитрій Солунський. 19 жовтня 1794 року було отримано благословення на будівництво від Катеринославського митрополита Гавриїла.
24 липня 1795 року Алферакі написав владиці Гавриїлу прохання на освячення побудованого храму й направлення до храму священника. З Катеринославської консисторії в Маріупольське духовне була надіслана резолюція митрополита: «Дозволити Таганрозькому протоієрею Іоанну Андрєєву освятити новооблаштовану в Лакедемонівці Свято-Димитриєвську церкву, і дозволити видати освячений антимінс.»
За довідкою Таганрозького райфінвідділу від 10 лютого 1937 року храм закрили й цього ж року продали за 50 тисяч рублів колгоспу імені Сталіна. Колгосп використовував будівля храму під склад для зберігання зерна.
У роки Великої Вітчизняної війни, період німецької окупації 1942 року у храмі відбувалися богослужіння.
З 1961 року за рішенням народного суду храм було знову закрито. У 1980-ті роки в будівлі був господарський склад.
У 1991 році після облаштування храму, його знову відкрили для парафіян, при цьому його переосвятили на честь святителя Миколая Чудотворця. До початку 2000-х років у храмі проводилися відновлювальні роботи, робилися настінні розписи. Нині це діючий храм з блакитними куполами та прибудованою дзвіницею, пофарбований у помаранчевий й рожевий кольори.
Настоятелем парафії храму є ієрей Микола Кравченко.

## Назва
Назва села обумовлена його грецькими коренями й походить від назви Спарти: Лакедемон (давньогрец. Λακεδαίμων, лат. Lacedaemon)

## Господарство
Діють садівничий споживчий кооператив «Лиманний», ТОВ «Галантерея» (виробництво текстильних тканин). Існує автобусне сполучення з Таганрогом — 3 пари автобусів на день.